# Cunninghame (fiume)
Il Cunninghame (in lingua inglese Cunninghame River) è un fiume dell'Australia Occidentale di 83,2 km.

## Formazione e percorso
Nasce come ramo secondario del Fitzroy poco a valle dell'insediamento di Ngurtuwarta, circa 8 km a sud di Fitzroy Crossing. Si ricongiunge con il medesimo fiume poco prima dell'altura di Skeleton Hill, avendo tenuto un percorso più settentrionale del Fitzroy e raggiunto una separazione massima da esso di circa 10 km.
Durante il suo tragitto discende 29 metri in altitudine e forma tre piccoli laghi: Woolwash, Babagadine e Biddy Biddy.
Il lembo di terra racchiuso tra il Cunninghame e il Fitzroy prende il nome di isola Alexander.

## Fonti
- (EN) Map of Cunninghame River, WA, su maps.bonzle.com, bonzle. URL consultato il 16 luglio 2017.